# Pararhexosa chelata
Pararhexosa chelata är en tvåvingeart som beskrevs av Cook 1971. Pararhexosa chelata ingår i släktet Pararhexosa och familjen dyngmyggor. Inga underarter finns listade i Catalogue of Life.